# ثینگیری
ثینگیری (به لاتین: Thingeyri) یک منطقهٔ مسکونی در ایسلند است که در منطقه وست‌فیردیر واقع شده‌است. ثینگیری ۲۶۰ نفر جمعیت دارد.